# José María Dexeus
José María Dexeus y Trías de Bes (Barcelona, España; 1924 — Barcelona; 1 de abril de 2016) fue un médico español, doctor en obstetricia  y ginecología. Hijo del también ginecólogo Santiago Dexeus y Font y hermano del doctor Santiago Dexeus y Trias de Bes, con quien fundó el Instituto Universitario Dexeus.

## Biografía
Licenciado en Medicina por la Universidad de Barcelona (UB) en 1947, con la calificación de excelente. En 1956 se doctoró en Medicina, nuevamente con la máxima calificación. Se especializó en ginecología y obstetricia en la Maternitat Provincial de Barcelona. Ganó las oposiciones a maternólogo del Estado y fue nombrado director de la Maternidad Municipal de Barcelona.
Trabajó con su padre, fundador la Clínica Mater —primera maternidad privada española—, hasta que en 1973 fundó con su hermano el Instituto Dexeus, del que fue director médico hasta 1990. Durante este período el centro logró hitos de la medicina española como la primera inseminación artificial y fecudanción in vitro. Junto a su hermano, realizó la primera laparoscopia ginecológica en España.
Fue presidente de la Sociedad Española de Ginecología y Obstetricia (SEGO) entre 1979 y 1988, y delegado en España de la Federación Internacional de Ginecología y Obstetricia (FIGO) durante el mismo período.
Socio numerario de la Academia de Ciencias Médicas, en 1993 fue nombrado académico numerario de la Real Academia de Medicina de Cataluña y, en 2005, miembro honorario de la Academia Internacional Perinatal.
Jubilado en 2004, falleció en 2016, padecía de la enfermedad de Alzheimer desde hacía diez años.

## Obras
Publicó múltiples monografías y comunicaciones a congresos y una veintena de libros, como autor único o en colaboración, entre los que destacan:
- La sexualidad en la práctica médica (1963)
- Frigidez femenina (1968)
- Así nace un niño   (1985)
- El mundo que os dejamos (2010)

## Premios y distinciones
- Premio Creu de Sant Jordi (1997)
- Premio Jordi Gol i Gurina (2002)
- Medalla Josep Trueta  (2006)